# اينار غوندرسن (مصارع رياضي)
اينار غوندرسن (بالنرويجية البوكمول: Einar Gundersen)‏ هو مصارع رياضي نرويجي، ولد في 7 سبتمبر 1948 في نوتودن في النرويج.

## وصلات خارجية
- اينار غوندرسن على موقع قاعدة بيانات المصارعة الدولية (الإنجليزية)
- اينار غوندرسن على موقع أوليمبيديا (الإنجليزية)